# Turning Point (альбом Бенні Голсона)
Turning Point — студійний альбом американського джазового саксофоніста Бенні Голсона, випущений у 1962 році лейблом Mercury. 

## Опис
Альбом став останнім для тенор-саксофоніста Бенні Голсона як музиканта (вже через рік він залишив колектив і зосередився на студійній і оркестровій роботі, якою займався впродовж 12 років; лише в середині 1970-х років Голсон повернувся у виконавчий джаз).
На цьому альбомі Голсон востаннє грає у своєму оригінальному стилі під впливом Дона Байєса і Лакі Томпсона. Йому акомпанують піаніст Вінтон Келлі, басист Пол Чемберс і ударник Джиммі Кобб. Голсон виконує дві нові пісні і п'ять стандартів, включаючи «How Am I to Know», «Three Little Words» і «Alone Together».

## Список композицій
1. «How Am I to Know» (Дороті Паркер, Джек Кінг) — 3:13
2. «The Masquerade Is Over» (Герберт Магідсон, Аллі Врубель) — 4:38
3. «Dear Kathy» (Бенні Голсон) — 4:48
4. «Three Little Words» (Гаррі Рубі, Берт Калмар) — 4:38
5. «Turning Point» (Бенні Голсон) — 3:56
6. «Stella by Starlight» (Віктор Янг, Нед Вашингтон) — 4:50
7. «Alone Together» (Артур Шварц, Говард Діц) — 7:30

## Учасники запису
- Бенні Голсон — тенор-саксофон
- Вінтон Келлі — фортепіано
- Пол Чемберс — контрабас
- Джиммі Кобб — ударні

Технічний персонал
- Джек Трейсі — продюсер
- Джордж Рот — ілюстрація обкладинки